# Toligma Chișinău
Il Clubul de Futsal Toligma, meglio conosciuto come Toligma Chișinău, è stata una squadra moldava di calcio a 5, fondata il 14 ottobre 2002 a Chișinău.
Nella sua breve storia, il team presieduto da Ghennadii Corpocean ha raggiunto nelle prime due stagioni immediatamente la vittoria nella Coppa di Moldavia e due terzi posti in campionato, per poi vincere il successivo Campionato 2005/2006, la squadra ha però ingloriosamente finito la sua parabola non iscrivendosi al successivo campionato, rinunciando a difendere sia il titolo nazionale che la Coppa di Moldavia.
In Europa il Toligma ha partecipato alla UEFA Futsal Cup 2006-2007 vincendo il proprio gruppo preliminare ma fermandosi poi ai gironi del tabellone principale.

## Palmarès
- 1 Divizia Nationala: 2005/2006
- 2 Coppe di Moldavia: 2004, 2006